# 1980 en Norvège
Chronologie de la Norvège
- 1976
- 1977
- 1978
- 1979
- 1980
- 1981
- 1982
- 1983
- 1984

Cet article présente les faits marquants de l'année 1980 en Norvège ou relatifs à la Norvège.

## Gouvernance
- Olav V est roi de Norvège.
- Odvar Nordli dirige le gouvernement.

## Événements
- La plateforme pétrolière Alexander L. Kielland fait naufrage[1].

## Sport
- Les Jeux paralympiques d'hiver 1980 (2e édition), se sont déroulés à Geilo en Norvège. La Norvège est deuxième au classement des médailles.
- Dans le cadre des éliminatoires pour la Coupe du monde de football 1982, l'Équipe de Norvège de football est battue par l'Angleterre 4 à 0, fait match nul contre la Roumanie 1 à 1 et bat la Suisse 1 à 2[2].

## Culture
- Les Nouveaux Romantiques est un film franco-norvégien réalisé par Mohamed Benayat et sorti en 1980.

## Naissances
- Naissance en Norvège en 1980

## Décès
- Décès en Norvège en 1980